# یواس‌اس هارکنس (ای‌ام‌سی‌یو-۱۲)
یواس‌اس هارکنس (ای‌ام‌سی‌یو-۱۲) (به انگلیسی: USS Harkness (AMCU-12)) یک کشتی بود که طول آن ۱۸۶ فوت (۵۷ متر) بود. این کشتی در سال ۱۹۴۲ ساخته شد.